# Keith Kennedy
Keith Kennedy (27 juni 1991 - 4 september 2024) was een Noord-Iers voetbalscheidsrechter. Hij was in dienst van FIFA en UEFA sinds 2017.
Op 6 juli 2017 debuteerde Kennedy in Europees verband tijdens een wedstrijd tussen NK Osijek en UE Santa Coloma in de voorronde van de UEFA Europa League. De wedstrijd eindigde in 4–0 en Kennedy gaf vier gele kaarten.
Zijn eerste interland floot hij op 6 september 2018, toen Letland 0–0 gelijkspeelde tegen Andorra. Kennedy gaf zeven gele kaarten.
Hij overleed op 33-jarige leeftijd.

## Interlands
| Datum            | Plaats          | Wedstrijd         | Uitslag | Competitie                  | Kreeg geel | Kreeg voor de tweede keer geel en dus rood | Weggestuurd |
| ---------------- | --------------- | ----------------- | ------- | --------------------------- | ---------- | ------------------------------------------ | ----------- |
| 6 september 2018 | Riga, Letland   | Letland – Andorra | 0 – 0   | UEFA Nations League 2018/19 | 7          | 0                                          | 0           |
| 12 oktober 2021  | Dublin, Ierland | Ierland – Qatar   | 4 – 0   | Vriendschappelijk           | 1          | 0                                          | 0           |

Laatste aanpassing op 2 november 2021